# 西牛賀洲
西牛貨洲，也译作瞿陀尼洲（訛作瞿耶尼洲、瞿伽尼洲、劬伽尼洲）、倶助尼洲、遇嚩柅洲、牪貨洲等，後“貨”訛寫作“賀”，流傳成了“牛賀洲”，為佛教傳說中四大部洲（另包括東勝神洲、南贍部洲和北俱蘆洲）之一，位於西部。

## 詞源
梵語Apara義爲西。godānīya（瞿陀尼耶）為「販賣用的牛」，即「牛貨」。

## 概論
《阿含經》稱“西面有洲，名瞿陀尼，其地縱廣八千由旬，形如半月。”位于须弥山西方，相傳以牛、羊、摩尼寶珠做为货币而行买卖交易，故得名。其地形如满月，人面亦如满月，此洲有殊胜三事，即：多牛、多羊、多珠寶。由廣目天王居住、護持。

## 小说概念
在中國神魔小說《西遊記》中，唐僧取經路線多以西牛賀洲為主要舞台，同時如來佛所在的大雷音寺、八百里骸骨如林的狮驼岭、狮驼国即是位於西牛賀洲。
在《西遊記》中，如來佛祖等佛老菩薩及眾多僧尼居住在位於靈山山頂的大雷音寺裏，靈山一帶被稱為西天，其位於西牛賀洲，釋家在《西遊記》等文學作品的影響下，把西天視為善信去世後的居處並會在喪禮中試圖通過儀式來度其往西天去，但在大乘佛教神話中，沒有西天這個地方，西牛賀洲只是四大部洲之一，與佛家之間的關係不大，釋尊出生於摩陀耶提舍，他一生都在位於南瞻部洲的中天竺弘法，從未到過西牛賀洲，去世之後也沒有在那𥚃定居，而是直接出離了世間，至於靈山的形象的原型是鷲峰山的形象，相傳釋尊曾經在此山上弘法，大乘佛教教典《妙法蓮華經》宣稱在釋尊去世之後，作為佛陀的祂仍然留在靈鷲山時常弘法，大雷音寺這個名稱源自位於中華廣東的雷音寺的名稱，大雷音寺的形象的原型是玄奘曾經到訪的位於印度比哈爾的佛教聖地那烂陀寺的形象，西天的形象的原型是神話中無量壽佛所在的清泰世界的形象，《佛説阿彌陀經》宣稱它位於釋迦牟尼佛所在的娑婆世界的西邊，離娑婆世界有十萬億佛剎之遙 ，並非位於如此接近神州的天竺。